# Maître fromager
Un maître fromager est une dénomination française parmi d'autres pour une personne ayant des connaissances techniques en transformation du lait en fromage et de son affinage.
Ces connaissances peuvent être obtenues par de l'expérience et, éventuellement, des études et un diplôme, qui lui feront connaitre différentes races de bovins, d'ovins, de caprins, et leur lait, ainsi que les conditions d'affinage des transformations fromagères qui s'effectue dans une cave ou en milieu réfrigéré afin de leur conférer la touche finale en développant leurs arômes latents typiques.